# Liste der Stolpersteine in Neumarkt in der Oberpfalz

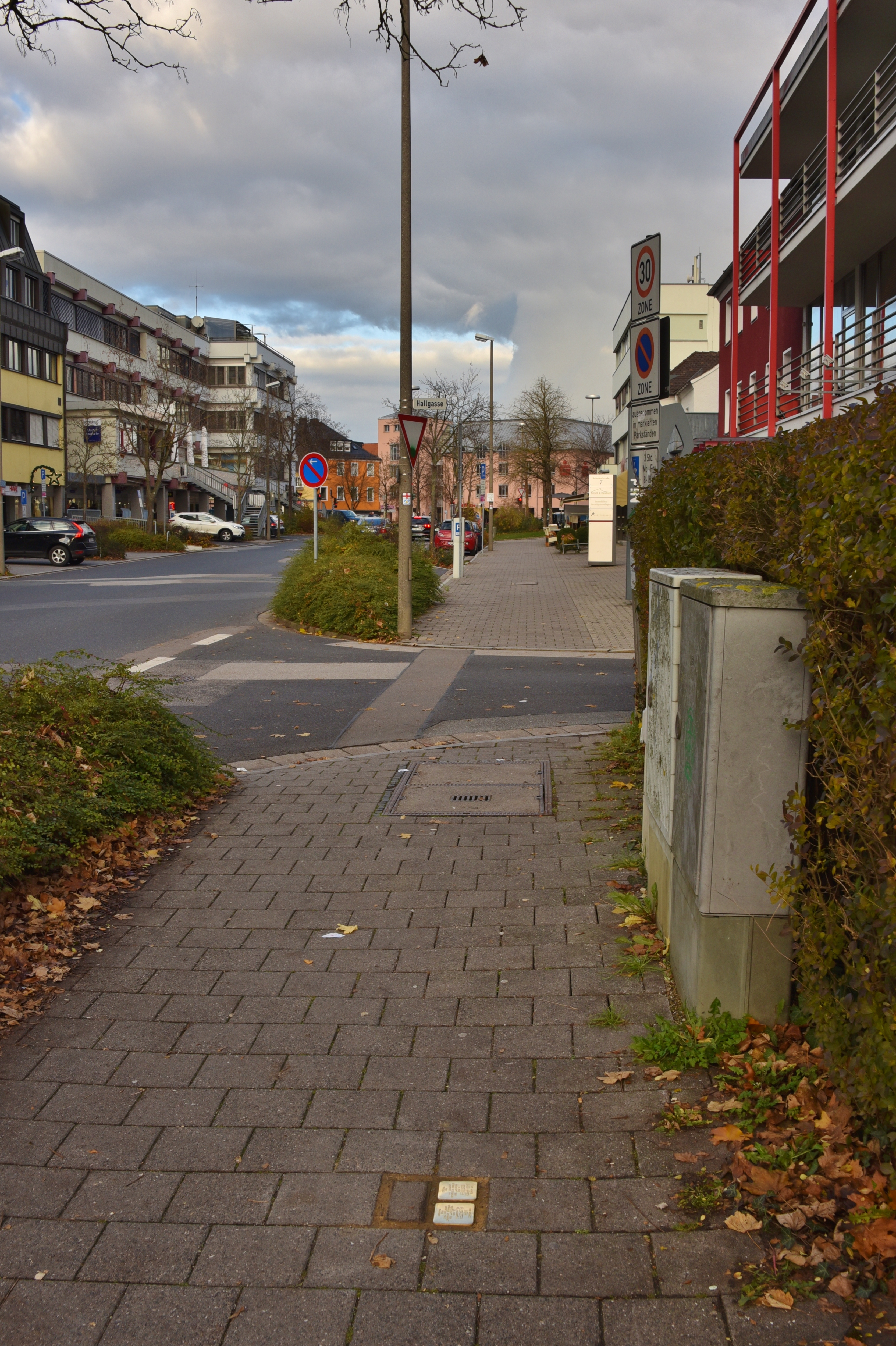
Stolpersteine in Neumarkt in der Oberpfalz

Die Liste der Stolpersteine in Neumarkt in der Oberpfalz enthält die Stolpersteine, die vom Kölner Künstler Gunter Demnig in der Großen Kreisstadt Neumarkt in der Oberpfalz verlegt wurden. Stolpersteine erinnern an das Schicksal der Menschen, die von den Nationalsozialisten ermordet, deportiert, vertrieben oder in den Suizid getrieben wurden. Sie liegen im Regelfall vor dem letzten selbstgewählten Wohnsitz des Opfers.
Die ersten Verlegungen in Neumarkt in der Oberpfalz erfolgten am 27. Mai 2016.

## Jüdische Geschichte von Neumarkt
Bereits im Mittelalter bestand eine jüdische Gemeinde, die mehrfach von Verfolgung, Exzessen und Vertreibung betroffen war. 1298 sollen Juden während der sogenannten „Rindfleisch-Verfolgung“ in der Synagoge verbrannt worden sein. Während der Pestzeit 1348/49 kam es erneut zu Ausschreitungen und zur Zerstörung jüdischen Lebens in der Stadt. Die Synagoge ging in den Besitz des Kurfürsten über, wurde später aber wieder zurückgegeben. 1391 wurden alle Juden aus der Pfalz vertrieben, erneut 1499, zuletzt 1555. Danach gab es mehr als 300 Jahre lang keine Juden in der Stadt. Die Mikwe im Keller des „Schreiber-Hauses“ in der Bräugasse, sie stammt aus der zweiten Hälfte des 15. Jahrhunderts, wurde spätestens 1610 zugeschüttet.
1862 siedelte sich die Familie von Salomo Oettinger in Neumarkt an. Es folgten Zuzüge aus umliegenden Landgemeinden, insbesondere aus Sulzbürg, und eine neue Gemeinde entstand. Im Jahr 1890 erreichte diese die Zahl von 162 Personen, das waren damals 2,8 % der Bevölkerung. Die jüdische Gemeinde hatte eine Elementarschule und einen Friedhof, um 1900 wurde eine neue Mikwe errichtet. Von 1911 bis 1935 war Neumarkt Sitz des Bezirksrabbinats.
Der Aufstieg der Stadt in der zweiten Hälfte des 19. Jahrhunderts lässt sich leicht zuordnen, einerseits der Landflucht, andererseits der Geschäftstüchtigkeit der neu angesiedelten Juden. Auf der offiziellen Website der Stadt ist zu lesen: „Die wirtschaftliche Entwicklung Neumarkts ab 1870 ist ohne die jüdischen Familien aus Sulzbürg nicht denkbar.“ Die Juden integrierten sich schnell, achteten aber auch auf die Wahrung ihrer kulturellen und religiösen Identität. Das Tuchgeschäft des ersten jüdischen Bürgers der Stadt, Salomon Oettinger, wurde 1906 an die Herren Kraus und Ambach verkauft und von diesen mit großem Erfolg fortgeführt.
1882 entstand durch die Gebrüder Goldschmidt die erste Fahrradfabrik Europas, die Velocipedfabrik, aus der die Express Werke hervorgingen und zur größten Fahrradfabrik Europas wurden. Im Laufe der Zeit wurde die Firma eine der wichtigsten Industriebetriebe Neumarkts, die schließlich neben Fahrrädern auch Motorräder und Autos produzierte. 1938 wurde die Fabrik arisiert. Auch das Sägewerk Dreichlinger & Goldschmidt war in jüdischer Hand und trug zum Wohlstand der Stadt bei. Fazit der Stadt: „Die Juden waren in Neumarkt hervorragend integriert.“

### Pogrom, Enteignung, Deportation und Ermordung
1933 lebten noch 105 Menschen jüdischen Glaubens in Neumarkt. Bis 1938 verließen aufgrund der zunehmenden Repressalien weitere dreißig Gemeindemitglieder die Stadt.
Die Nationalsozialisten wüteten während der Novemberpogrome auch in Neumarkt. Es kam zu Übergriffen auf jüdische Geschäfte und Wohnungen. Die Synagoge wurde verwüstet, die Inneneinrichtung des Betsaals zertrümmert, die Thorarollen zerrissen und das Gemeindearchiv in Beschlag genommen. Die Schulräume und die Wohnungen im Obergeschoss wurden ebenfalls nicht verschont. Josef Neustädter, der dort wohnte, wurde so brutal geschlagen, dass ihm laut Augenzeugenberichten „das Blut wie eine Fontäne aus dem Kopf spritzte“. Er kam danach nicht in ein Spital, sondern zwecks „Schutzhaft“ ins Neumarkter Gefängnis. Helene Baruch, ebenfalls dort wohnhaft, wurde die Treppen runtergestoßen. Auch andernorts kam es zu Misshandlungen, teilweise mit Todesfolge. Nach drei Tagen wurden die „arbeitsfähigen“ Juden, darunter auch der schwer verletzte Josef Neustädter, der Gestapo in Regensburg überstellt. Diese schickte die Neumarkter Juden weiter ins KZ Dachau. Nach den Exzessen des November 1938 war das verbindende soziale Netz zwischen Juden und Nicht-Juden in Neumarkt definitiv zerrissen. Auch wenn einzelne Bürger versteckt Hilfe leisteten, den verbliebenen jüdischen Bürgern war klar, dass sie ihres Lebens in der Heimatstadt nicht mehr sicher waren. Der Vorsteher der Gemeinde, Ludwig Landecker, und Leopold Löw waren an den Folgen der in der Reichspogromnacht erlittenen Misshandlungen verstorben. Ende 1941 wurden die in der Stadt verbliebenen Juden auf drei sogenannte „Judenhäuser“ aufgeteilt. Eines dieser Quartiere war die frühere Synagoge, geschändet im November 1938. Dort musste untere anderen Julius Neustädter mit der Familie Landecker zusammen leben.
Schließlich wurden am Karfreitag, dem 3. April 1942, alle Juden von Neumarkt unter 65 Jahren von der örtlichen Polizei verhaftet und zur Gastwirtschaft „Ostbahn“ abgeführt. Die Gaststätte in der damaligen Hindenburgstraße, der heutigen Bahnhofstraße, wurde von der Gestapo als Sammelplatz gewählt, weil sie nahe dem Bahnhof gelegen war. Die 15 verhafteten Juden wurden rasch und weitgehend unbemerkt von der Bevölkerung zum Bahnhof geführt und von dort nach Regensburg deportiert. Am nächsten Tag startete ein Transport mit insgesamt 989 Juden ins Ghetto Piaski in Polen. Als Vergütung für die Reisekosten in die Vernichtungslager musste jeder Neumarkter Jude 50 Reichsmark Reisegeld bezahlen. Darüber hinaus wurden alle Wertgegenstände beschlagnahmt, so musste zum Beispiel Julius Neustädter sein Fahrrad und alles Bargeld, was ihm verblieben war, 11,85 RM, an die NS-Schergen abgeben. Ein vertraulicher Akt der Gestapo Regensburg vom 26. März 1942 zeigt, dass die Judenaktion akribisch geplant war. Alle an diesem Tag deportierten Juden wurden vom NS-Regime ermordet. Mit einer weiteren Deportation am 28. Mai 1942 war Neumarkt schließlich „judenrein“. Die Synagoge wurde in den letzten Tagen des Krieges 1945 zerstört. Nach 1945 zog nur noch ein Mensch jüdischen Glaubens in die Ortschaft, um hier zu leben.

## Liste der Stolpersteine
Die Tabelle ist teilweise sortierbar; die Grundsortierung erfolgt alphabetisch nach dem Familiennamen.
| Stolperstein | Inschrift | Standort               | Name, Leben |
| ------------ | --- | ---------------------- | --- |
|              | HIER WOHNTE HELENE HENRIETTE BARUCH GEB. ROTHSCHILD JG. 1896 DEPORTIERT 1942 PIASKI ERMORDET                                                            | Bahnhofstraße 13 ·     | Helene Henriette Baruch, geborene Rothschild, wurde am 2. März 1896 in Frankfurt am Main geboren. Ihr Vater war Inhaber einer Hutmanufaktur. In ihrer Heimatstadt lernte sie ihren zukünftigen Ehemann Kurt Baruch kennen. 1924 wurde der gemeinsame Sohn Hermann geboren. 1933 zog die Familie nach Neumarkt in der Oberpfalz, wo der Vater von Kurt Baruch ein Geschäft hatte. Dort übernahm Helene Baruchs Ehemann das Herrenkonfektionsgeschäft seines Vaters. Am 4. Januar 1938 schloss er das Geschäft. Helene Baruch und ihre Familie mussten ihre Wohnung in der Bahnhofstraße verlassen und in eine kleinere Wohnung über der Synagoge einziehen, in der Reichspogromnacht wurde sie von SA-Männern eine Treppe hinuntergestoßen. Am 3. April 1942, einem Karfreitag, wurden sie, ihr Ehemann und der gemeinsame Sohn über Regensburg ins Ghetto Piaski deportiert. Kurt Baruch sandte am 26. Juni 1942 eine Karte aus Chełm, aus dieser geht hervor, dass die Familie noch zusammen war. Helene Henriette Baruch, ihr Ehemann und ihr Sohn haben die Shoah nicht überlebt. |
|              | HIER WOHNTE HERMANN BARUCH JG. 1924 DEPORTIERT 1942 PIASKI ERMORDET                                                                                     | Bahnhofstraße 13 ·     | Hermann Baruch wurde am 29. Oktober in Frankfurt am Main geboren. Seine Eltern waren Helene Henriette Baruch und ihrem Ehemann Kurt. 1933 zog seine Familie von Frankfurt nach Neumarkt an der Oberpfalz, wo sein Vater das Geschäft seines Großvaters, ein Herrenkonfektionsgeschäft, übernahm. Seit dem Schuljahr 1935/36 besuchte er die Dietrich-Eckart-Realschule und war einer von drei jüdischen Schülern bei 139 Schülern insgesamt. Ende April 1938 verließ er die Schule. Am 3. April 1942, einem Karfreitag, wurde er zusammen mit seinen Eltern über Regensburg ins Ghetto Piaski deportiert. Sein Vater Kurt Baruch sandte am 26. Juni 1942 eine Karte aus Chełm, aus der hervorgeht, dass die Familie noch zusammen war. Hermann Baruch und seine Eltern haben die Shoah nicht überlebt. |
|              | HIER WOHNTE KURT BARUCH JG. 1890 ‘SCHUTZHAFT’ 1938 DACHAU DEPORTIERT 1942 PIASKI ERMORDET 30.6.1942                                                     | Bahnhofstraße 13 ·     | Kurt Baruch wurde am 8. August 1890 in Czempiń geboren. Seine Eltern waren Adolf (geboren als Abraham) und Ernestine Baruch (geborene Menke). Er hatte zumindest eine Schwester, Selma (geboren 1889). Spätestens ab 1900 wohnte die Familie in Neumarkt an der Oberpfalz, zuerst in der Bahnhofstraße 4, ab 1902 im neu errichteten Haus in der Bahnhofstraße 13 (das Haus wurde vom Brauereibesitzer Johann Yberle errichtet). 1903 erhielt Adolf Baruch das Bürgerrecht in der Stadt, führte ein auf Herren- und Knabenbekleidung spezialisiertes Ladengeschäft am Oberen Markt 1A und er war Vorsteher der jüdischen Gemeinde in Neumarkt. Kurt Baruch ging nach Frankfurt, lernte dort Helene Henriette Rotschild, Tochter eines Hutmanufakteurs, kennen und heiratete sie. 1924 wurde der gemeinsame Sohn Hermann geboren. 1931 starb Kurt Baruchs Mutter. 1933 ging die Familie nach Neumarkt, ihm von seinem Vater das Konfektionsgeschäft übertragen wurde. Kurt Baruch konnte dieses noch vier Jahre halten. Am 4. Januar 1938 sperrte er es zu. Während der Novemberpogrome wurde Kurt Baruch verhaftet und im KZ Dachau interniert. Seine Frau wurde in derselben Nacht misshandelt. Er wurde aus Dachau entlassen, doch am 3. April 1942, einem Karfreitag, wurden er, seine Frau und der Sohn über Regensburg ins Ghetto Piaski deportiert. Kurt Baruch sandte am 26. Juni 1942 aus Chełm eine Karte an seinen Schwager. Aus dieser geht hervor („wir sind gesund“), dass die Familie noch zusammen war. Kurz nach dieser Postkarte erreichte seine Schwester eine weitere Postkarte mit der Mitteilung, dass „Herr Kurt Baruch am 30.06.1942 abends an den Folgen einer Herzlähmung verschieden“ sei. Kurt Baruch wurde am 30. Juni 1942 ermordet. Sein Vater Adolf Abraham starb 1941 in München und ist auf dem dortigen Friedhof beerdigt. Seine Schwester Selma, verheiratete Eschwege, und deren Ehemann Jakob wurden deportiert und ermordet. Sein Neffe Herbert Eschwege (geboren 1912) konnte überleben. Er flüchtete 1938 in die USA und lebte dort als Herbert Ashe. |
|              | HIER WOHNTE ALBERT HAAS JG. 1893 ‘SCHUTZHAFT’ 1938 DACHAU DEPORTIERT 1942 PIASKI ERMORDET                                                               | Stephanstraße 17 ·     | Albert Haas wurde am 31. Januar 1893 in Sulzbürg geboren. Seine Eltern waren Seligmann Haas und Mina, geborene Löw. Er hatte fünf Geschwister: Siegfried Julius (geboren 1888), Semi (geboren 1889), Siegmund (geboren 1890), Rosa (geboren 1891) und Hedwig (geboren 1895). Sein Vater betrieb zusammen mit der Familie seiner Mutter den Schnittwarenladen „Löw & Haas“ in Sulzbürg. Albert Haas diente im Ersten Weltkrieg. Er war Unteroffizier beim 1. Chevauxleger-Regiment und bekam für tapferes Verhalten an der Ostfront das Eiserne Kreuz Erster Klasse verliehen. 1922 starb seine Mutter. 1924 wurde das Wohn- und Geschäftshaus an die Orthodoxe Jugendorganisation ESRA. Albert Haas zog mit seinem Vater nach Neumarkt in die Wiesenstraße 4 (heute ident mit Stephanstraße 17). In der Reichspogromnacht wurde er zusammen mit seinem Vater sowie Louis und Rosa Löw inhaftiert. Albert Haas war vom 15. November 1938 bis 8. Dezember desselben Jahres im KZ Dachau inhaftiert. Die Wiesenstraße 4 wurde zu einem „Judenhaus“. Zusammen mit seinem Vater, dem Ehepaar Sigmund und Franziska Krämer sowie Regina Rheintaler lebten sie jetzt zwangsweise zusammen. Am 3. April 1942 wurde er zusammen mit Familie Krämer und Regina Rheintaler von Neumarkt nach Regensburg gebracht und schließlich am nächsten Tag von München ins polnische Piaski deportiert. Albert Haas hat die Shoah nicht überlebt. |
|              | HIER WOHNTE ERNEST HAAS JG. 1925 DEPORTIERT 1941 RIGA STUTTHOF TODESMARSCH ARBEITSLAGER RIEBEN BEFREIT                                                  | Obere Marktstraße 39 · | Ernest Haas wurde am 1. Juni 1925 in Neumarkt geboren. Seine Eltern waren der Kaufmann Semi Haas und Frieda, geborene Steinberger. Er hatte zwei Geschwister: Ilse (geboren 1924) und Walter (geboren 1927). Die Familie hatte ein Kindermädchen, damit sich die Eltern um das Geschäft, einen Stoffhandel, kümmern konnten. Er besuchte einen katholischen Kindergarten, danach ging er in Colmberg zur Schule. Er lebte ein bis zwei Jahre bei seiner Tante mütterlicherseits, nachdem deren Sohn Fritz an Leukämie starb. Nach der Machtergreifung der Nationalsozialisten konnte das Familiengeschäft auf Grund des antisemitischen Klimas nicht gehalten werden, das Geschäft wurde 1938 gezwungenermaßen verkauft. Ernest zog 1933 wieder zurück zu seinen Eltern, einerseits aus Heimweh, andererseits, weil er der einzig jüdische Schüler in seiner Schule in Colmberg war und sein Lehrer seine Mitschüler ermunterte ihn zu schlagen. In Neumarkt besuchte er wie protestantische Schule. Die Familie zog nach Fürth, hoffte so dem Antisemitismus zu entgehen. Während der Reichspogromnacht befand sich sein Vater in Neumarkt, Ernest, seine Geschwister und seine Mutter wurden von einem Nachbarn gewarnt und versteckten sich außerhalb der Wohnung. 1940 wurde die jüdische Schule in Fürth geschlossen und Ernest Haas besuchte die jüdische Schule und Nürnberg. Um diese besuchen zu können, musste er bei der örtlichen Gestapo um Erlaubnis ersuchen, die Eisenbahn benutzen zu dürfen, sein Fahrrad war ihm weggenommen worden. Seine Eltern suchten Möglichkeiten, ihn und seine Geschwister zu retten. Zumindest sein Bruder Walter konnte 1941 mit einem Kindertransport in die USA gebracht. Ernest Haas, seine Eltern und seine Schwester Ilse erhielten am 23. November 1941 die Mitteilung, dass sie am 27. November 1941 deportiert werden würden. An diesem Tag erschien ein Lastwagen vor dem Wohnhaus der Familie und sie wurden verladen. Über das Durchgangslager Langwasser wurden sie in das Lager Jungfernhof deportiert. Hier kamen sie am 2. Dezember 1941 an. Im Juli 1942 wurde er zusammen mit seiner Familie in das Ghetto Riga überstellt, von dort am 28. September 1943 ins KZ Riga-Kaiserwald, wo sich bereits sein Vater befand, der vor ihm hierher transportiert wurde. Eine silberne Taschenuhr, die ursprünglich seinem Onkel Emil gehörte und er vererbt bekam, tauschte er bei einem SS-Rottenführer ein, er durfte dafür seine Mutter im Ghetto Riga noch einmal sehen, er wurde zu einem Arbeitseinsatz ins Ghetto mitgenommen. Im August 1944 erfuhr er von einem Mitgefangenen von der Vergasung seiner Mutter, er dachte an Suizid, doch das Wissen, dass seine anderen Geschwister und sein Vater noch leben hielt ihn ab. Am 27. September 1944 wurde er nach Danzig überstellt, von dort mit einem Schlepper ins KZ Stutthof. Auf derselben Route wurde zuvor auch seine Schwester überstellt, Grund war das Anrücken der Roten Armee, er konnte seine Schwester aber im Stutthof nicht ausfindig machen. Am 23. Oktober 1944 ging seine Odyssee weiter, er kam ins Außenlager Burggraben. Hier musste er von 7 Uhr am Abend bis 7 Uhr in der Früh in den U-Boot-Docks von Gotenhafen arbeiten. Ernest Haas wurde wieder nach Stutthof zurück überstellt, da die Russische Armee sich Danzig näherte. Mit einem Todesmarsch mitten im Winter gelangte er von Stutthof in das Arbeitslager Rieben. Er erkrankte an Typhus. In der ersten Märzwoche 1945 verließen alle Insassen das Arbeitslager, die noch in der Lage waren zu marschieren. Ernest Haas wurde aufgefordert, doch war er zu schwach. Tatsächlich wurden alle erschossen, die das Lager verließen, laut der Erinnerung von Haas ungefähr 2700 Gefangene. Am 11. März 1945 wurde Ernest Haas durch die Russische Armee befreit. Die Überlebenden des Arbeitslagers wurden auf deutsche Familien aufgeteilt, diese sollten die Befreiten versorgen. Haas kam nach Gnewin. Dort wurden er und ein Freund gut versorgt, die Bewohnerin hatte selber vier Jahre in deutscher Gefangenschaft verbracht, weil sie schon einmal einen polnischen Kriegsgefangenen half. Er ging von dort nach Berlin und kam am 24. Juli 1945 in Fürth an, er hoffte noch immer seine Schwester wiederzufinden. Sein jüngerer Bruder Walter war bei der US Air Force und in der Nähe von Wien stationiert. Er kam nach Fürth um seinen Bruder zu treffen. Ernest Haas besuchte Neumarkt, nur um rauszufinden, dass er der einzige Deportierte war, der überlebt hatte. Er bekam eine Praktikantenstelle bei der AEG in Nürnberg, doch konnte er sich ein Leben in Deutschland nicht mehr vorstellen. 1946 emigrierte er in die USA und kam für einen kleinen Unkostenbeitrag bei einer Familie unter. Bis 1953 blieb er bei ihnen wohnhaft. Haas diente er in der Nationalgarde. In den 1940er Jahren gründete er ein Unternehmen für Gewerbe-Immobilien. Er heiratete 1959 Myrna, geborene Chatowitz, die er 1958 kennen gelernt hatte. Mit ihr hatte er drei Kinder: Jonathan, Michael und Andrew. In den späten 1970er Jahren wurde er Direktor einer Bank in New York. Am 23. August 2016 ist er in Hackensack an den Folgen einer Operation verstorben. Seine Witwe Myrna und seine Söhne waren bei der Verlegung der Stolpersteine anwesend. Ernest Haas war der einzige Überlebende seiner nahen Familie. Sein Vater wurde in Stutthof ermordet. Seine Mutter, die ihm noch, abgespart von ihren eigenen Rationen, Brot sandte wurde ebenso ermordet wie seine Schwester Ilse. Ebenfalls wurden sein Großvater und viele weitere Familienmitglieder ermordet. |
|              | HIER WOHNTE FRIEDA HAAS GEB. STEINBERGER JG. 1893 DEPORTIERT 1941 RIGA ERMORDET                                                                         | Obere Marktstraße 39 · | Frieda Haas, geborene Steinberger, wurde am 22. Oktober 1893 in Colmberg geboren. Ihre Eltern waren Alexander und Regina Steinberger. Sie war das jüngste von elf Kindern. Sie verlobte sich 1921 mit Semi Haas. Das Paar bekam drei Kinder: 1924 wurde Ilse geboren, ein Jahr später folgte Ernest und 1927 wurde Walter geboren. Im selben Jahr, 1927, heiratete das Paar, wahrscheinlich traditionell jüdisch. Ihr Ehemann eröffnete ein Textilwarengeschäft, zuerst in der Mühlstraße 5, später zog das Geschäft und auch die Familie in die Obere Marktstraße 39. Frieda Haas arbeitete mit im Geschäft, ein Kindermädchen wurde für die Kinder eingestellt. Auf Grund des ansteigenden Antisemitismus’ konnte das Familiengeschäft nicht gehalten werden, 1938 wurde es verkauft, die Familie zog nach Fürth. Frieda Haas und ihr Mann suchen nach Rettung für sich und ihre Kinder. So hatten sie Einerseits ein Affidavit eines Verwandten um in die USA zu emigrieren, doch waren sie auf der Warteliste sehr weit unten gereiht, andererseits überlegten sie nach Palästina auszuwandern, aber auch hier war durch das Weißbuch von 1939 die Anzahl der Plätze limitiert. Zumindest Walter konnten sie 1941 in einem Kindertransport unterbringen, der den Sohn in die USA brachte. Frieda Haas, ihr Mann, Ilse und Ernest erhielten am 23. November 1941 die Mitteilung, dass sie am 27. November 1941 deportiert werden würden. An diesem Tag erschien ein Lastwagen vor dem Wohnhaus der Familie und sie wurden verladen. Die Wohnung der Familie wurde versiegelt, das noch vorhandene Hab und Gut versteigert. Silber und Schmuck mussten schon einige Zeit zuvor abgeliefert werden. Über das Durchgangslager Langwasser wurde Frieda Haas mit ihrer Familie in das Lager Jungfernhof deportiert, wo sie am 2. Dezember 1941 ankamen. Im Juli 1942 erfolgte die Überstellung der Familie ins Ghetto Riga. Frieda Haas blieb länger im Ghetto Riga als ihre anderen Familienmitglieder, ihre Tochter Ilse war in einem anderen Lager, wo sie Torf stechen musste, ihr Ehemann und ihr Sohn Ernest waren 1943 ins KZ Riga-Kaiserwald verlegt worden. Laut ihrem Sohn wurde sie einige Monate nach September 1943 in das Außenlager KZ Riga-Strasdenhof überstellt. 1944 schaffte sie es, ihrem Sohn aus Strasdenhof über andere Gefangene zwei Scheiben Brot zukommen zu lassen. Frieda Haas wurde am 3. August 1944 im KZ Riga-Strasdenhof in einem Gaswagen ermordet. Frieda Haas’ Ehemann Semi Haas wurde ebenfalls ermordet und auch ihre Tochter Ilse hat die Shoah nicht überlebt. Ihr Bruder Daniel konnte sich 1938/1939 durch Flucht in die USA retten, ihre Brüder Siegfried und Jakob, ihre Schwester Lina, deren Ehemann und deren Tochter Herta, ihre Schwester Ida Wittelshöfer und deren Ehemann Rudolf wurden ermordet. Ihr Bruder Justin erlitt einen tödlichen Herzinfarkt, während er in den Deportationszug verladen wurde, der ihn in ein Lager in den Osten bringen sollte. Ihre Schwester Sofie Frank und deren Mann Ludwig wurden deportiert, überlebten das Lager. Drei weitere Geschwister starben vor der Machtergreifung der Nationalsozialisten. |
|              | HIER WOHNTE ILSE HAAS JG. 1924 DEPORTIERT 1941 RIGA 1944 STUTTHOF ERMORDET                                                                              | Obere Marktstraße 39 · | Ilse Margot Haas wurde am 4. März 1924 in Neumarkt geboren. Sie war das älteste Kind von Semi und Frieda Haas. Sie hatte zwei Brüder: Ernest (geboren 1925) und Walter (geboren 1927) und besuchte das Mädchen-Lyzeum in Neumarkt. Ihre Eltern hatten ein Textilwarengeschäft, 1938 mussten sie es auf Grund des steigenden Antisemitismus verkaufen. Die Familie zog nach Fürth. Die Eltern bereiteten die Flucht für sich und ihre Kinder vor, Ilse besuchte ein Hachschara, doch gab es mehr Bewerber als Plätze für eine Ausreise nach Palästina und sie kehrte nach Hause zurück. Einzig ihr Bruder Walter konnte mit einem Kindertransport in die USA gebracht werden. Ilse Haas, ihre Eltern und ihr Bruder Ernest erhielten am 23. November 1941 die Mitteilung, dass sie am 27. November 1941 deportiert werden würden. An diesem Tag erschien ein Lastwagen vor dem Wohnhaus der Familie und sie wurden verladen. Über das Durchgangslager Langwasser wurde Ilse mit ihrer Familie in das Lager Jungfernhof deportiert, wo sie am 2. Dezember 1941 ankam. Im Juli 1942 erfolgte die Überstellung der Familie ins Ghetto Riga. Hier erfolgte die Trennung der Familie. Ilse Haas wurde in ein Lager überstellt, in dem Torf gestochen wurde. Danach erfolgte die Überstellung in das KZ Riga-Strasdenhof. Am 10. April 1944 wird Ilse noch einmal hier lebend von ihrem Bruder Ernest gesehen, der am Lager vorbeimarschierte. Ihre Mutter befand sich inzwischen ebenfalls in Strasdenhof. Ilse Haas wurde am 9. August 1944 ins KZ Stutthof deportiert, sie hat die Shoah nicht überlebt. |
|              | HIER WOHNTE SELIGMANN HAAS JG. 1861 DEPORTIERT 1942 THERESIENSTADT ERMORDET 8.9.1943                                                                    | Stephanstraße 17 ·     | Seligmann Haas wurde am 15. September 1861 in Oberlauringen geboren. Er vertrieb Woll- und Schnittwaren, Güter und Hopfen. Am 9. November 1886 heiratete er Mina, geborene Löw. Sie wurden Eltern von sechs Kindern: Siegfried Julius (geboren 1888), Semi (geboren 1889), Siegmund (geboren 1890), Rosa (geboren 1891), Albert (geboren 1893) und Hedwig (geboren 1895). Mit der Familie seiner Frau eröffnet er den Schnittwarenladen „Löw & Haas“. Haas war Mitglied des Sulzbürger Männergesangsvereines und 2. Bürgermeister von Sulzbürg, später auch Ehrenbürger der Stadt, 1917 bekam er den König-Ludwig-Orden für hervorragende Dienste verliehen. 1922 verstarb seine Frau Mina. 1924 verkauften er und Löw das Wohn- und Geschäftshaus in Sulzbürg. Ehepaar Löw, Seligmann Haas und Sohn Albert Haas zogen nach Neumarkt in die Wiesenstraße 4 (heute Stephanstraße 17). Die Familie hatte eine Haushaltshilfe, Margaretha Niebler, diese mussten sie 1935 auf Grund der Nürnberger Gesetze entlassen. In der Reichspogromnacht wurden Seligmann Haas sowie seine Söhne Albert und Semi (dieser befand sich gerade auf Besuch bei seinem Vater) und das Ehepaar Löw inhaftiert. Seligmann Hass wurde nach vier Tagen wieder entlassen. Am 28. Mai 1942 wird er nach Regensburg in das ehemalige Altersheim in der Schäffnerstraße 2 „verschubt“. Von dort wurde er am 23. September 1942 nach Theresienstadt deportiert. Seligmann Haas verlor hier am 8. September 1943 sein Leben. |
|              | HIER WOHNTE SEMI HAAS JG. 1889 ‘SCHUTZHAFT’ 1938 DACHAU DEPORTIERT 1941 RIGA 1944 STUTTHOF ERMORDET                                                     | Obere Marktstraße 39 · | Semi Haas wurde am 3. Mai 1889 in Sulzbürg geboren. Seine Eltern waren Seligmann Haas und Mina, geborene Löw. Er hatte fünf Geschwister: Siegfried Julius (geboren 1888), Siegmund (geboren 1890), Rosa (geboren 1891), Albert (geboren 1893) und Hedwig (geboren 1895). Er war Frontkämpfer im Ersten Weltkrieg und Schwerkriegsbeschädigter, da er einen Lungenschuss abbekommen hatte. Dadurch hatte er Anspruch auf eine Pension, die er aus patriotischen Gründen abgelehnt hatte. Nachdem er seine zukünftige Frau Frieda kennenlernte, zog er mit dieser nach Neumarkt. Dort wurden die drei gemeinsamen Kinder geboren, Ilse 1924, Ernest 1925 und Walter 1927. 1927 heiratete er Frieda, geborene Steinberger, auf traditionell jüdische Weise. Semi Haas war Besitzer eines Textilwarengeschäftes, zuerst in der Mühlstraße 5 (hier betrieb er es noch gemeinsam mit seinem Bruder Albert), später befand sich das Wohn- und Geschäftshaus in der Oberen Marktstraße 39. Die Familie hatte ein Kindermädchen, Haas und seine Frau kümmerten sich um das Geschäft. 1933, kurz nach der Machtergreifung durch die Nationalsozialisten wurde Semi Haas sowie weitere Männer jüdischen Glaubens, das erste Mal verhaftet, das Haus wurde nach Waffen durchsucht. 1937 erfolgte eine weitere Verhaftung, zusammen mit seinem Nachbarn Emanuel Hahn wurde er einen Monat wegen angeblicher Devisenvergehen inhaftiert. Schließlich war es der Familie auf Grund von Boykotten und des antisemitischen Klimas nicht möglich das Geschäft zu halten. Im Juli 1938 verkauften sie das Geschäft und zogen nach Fürth. Es wurden Fluchtmöglichkeiten erwogen, so gab es ein Affidavit für eine Ausreise in die USA, doch hatten sie eine schlechte Reihung und die Wartezeit war lang. Auch eine Ausreise nach Palästina wurde erwogen, aber auch da war die Einwanderung eingeschränkt. Schließlich gelang es nur Sohn Walter mit einem Kindertransport zu retten, er wurde in die USA gebracht. Während der Reichspogromnacht hielt sich Semi Haas in Neumarkt auf, wo er seinen Vater Seligmann besuchte. Er wurde verhaftet und vom 15. November 1938 bis 21. Dezember 1938 im KZ Dachau interniert. Semi Haas, seine Frau sowie Ilse und Ernest erhielten am 23. November 1941 die Mitteilung, dass sie am 27. November 1941 deportiert werden würden. An diesem Tag erschien ein Lastwagen vor dem Wohnhaus der Familie und sie wurden verladen. Über das Durchgangslager Langwasser wurde Semi Haas mit seiner Familie in das Lager Jungfernhof deportiert, wo sie am 2. Dezember 1941 ankamen. Im Juli 1942 erfolgte die Überstellung der Familie ins Ghetto Riga. Von dort wurde er 1943 ins KZ Riga-Kaiserwald überstellt. Am 1. Oktober 1944 wurde er ins KZ Stutthof überstellt. Semi Haas hat die Shoah nicht überlebt. Seine Frau und seine Tochter wurden ebenfalls ermordet. Beide Söhne konnten überleben. Sein Vater, ehemaliger 2. Bürgermeister der Stadt Sulzbürg sowie Ehrenbürger, wurde 1943 in Theresienstadt ermordet, auch seine Schwester Rosa und deren Ehemann und sein Bruder Albert überlebten die Shoah nicht. |
|              | HIER WOHNTE WALTER HAAS JG. 1927 MIT HILFE FLUCHT 1941 USA                                                                                              | Obere Marktstraße 39 · | Walter Haas wurde am 1. April 1927 in Neumarkt geboren. Er war das jüngste Kind von Semi und Frieda Haas. Er hatte zwei Geschwister: Ilse (geboren 1924) und Ernest (geboren 1925). Seine Eltern besaßen eine Textilwarengeschäft, auf Grund des antisemitischen Klimas mussten sie das Geschäft im Juli 1938 verkaufen. Die Familie zog nach Fürth. Es wurde nach Fluchtmöglichkeiten gesucht, erfolglos. Einzig Walter konnte am 9. August 1941 mit einem Kindertransport von Berlin über Portugal in die USA ausreisen. Er lebte in verschiedenen Pflegefamilien in Brooklyn und absolvierte die Thomas Jefferson High School. Er trat der American Air Force bei und war 1945 in der Nähe von Wien stationiert. In Fürth trafen sich er und sein Bruder Ernest, der einzig andere Überlebende der Familie, wieder. Nach der Beendigung seines Dienstes machte er seinen Abschluss am City College, ging zur New York University und promovierte in Psychologie. Er war verheiratet mit Florence, das Paar hatte zwei Kinder: Heidi und Scott. Die Familie zog nach New Jersey, wo Walter Haas 42 Jahre eine private psychologische Praxis führte. 1996 zogen er und seine Frau nach Leeds, wo die gemeinsame Tochter wohnte. Walter Haas starb am 26. Dezember 2013. |
|              | HIER WOHNTE ANNELIESE HAHN JG. 1922 DEPORTIERT 1942 ERMORDET IN PIASKI                                                                                  | Obere Marktstraße 39 · | Anneliese Hahn, auch Elise, wurde am 1. Juli 1922 in Neumarkt geboren. Ihre Eltern waren Emanuel Hahn und Hilda, geborene Neuburger. Der Vater hatte am Ersten Weltkrieg teilgenommen und war durch einen Kopfschuss verwundet worden. Er bekam eine Silberplatte eingesetzt, erholte sich und wurde Kaufmann. Sie hatte zwei Geschwister. Eine ältere Schwester, Edith, und einen jüngeren Bruder, Max. Das Haus der Familie wurde arisiert. Anneliese, ihre Geschwister und ihr Vater (die Mutter war bereits verstorben) konnten aber wohnen bleiben. Das Haus wurde zu einem „Judenhaus“ deklariert. Am 3. April 1942 wurde sie gemeinsam mit Vater und Bruder nach Regensburg gebracht und von dort in das ostpolnische Ghetto Piaski deportiert. Anneliese Hahn verlor ihr Leben dort oder in einem der Vernichtungslager im Osten. Auch die Spuren des Vaters endeten in Piaski. Ihr Bruder wurde in Majdanek ermordet, ihre Schwester in Auschwitz, Onkel Julius in Lublin. |
|              | HIER WOHNTE EDITH REGINA HAHN JG. 1921 DEPORTIERT 1942 ERMORDET IN AUSCHWITZ                                                                            | Obere Marktstraße 5 ·  | Edith Regina Hahn wurde am 19. Januar 1921 in Neumarkt geboren. Ihre Eltern waren der Kaufmann Emanuel Hahn und Hilda, geborene Neuburger. Sie hatte zwei jüngere Geschwister: Anneliese und Max. Sie besuchte das sechsklassige Lyzeum in der Bräugasse und konnte es 1937 als einzige Jüdin abschließen. Danach verließ sie die Stadt. Vermutlich besuchte sie eine Frauenfachschule in Marienbad. Danach arbeitete sie als Nanny in Štubnianske Teplice. Am 3. April 1942 wurde sie mit einem RSHA-Transport vom Bahnhof der slowakischen Stadt Poprad deportiert. Ihre Transportnummer war 347. Edith Hahn wurde im KZ Auschwitz ermordet. Vater und Schwester wurden in Piaski oder an einem unbekannten Ort ermordet, ihr Bruder in Majdanek, Onkel Julius in Lublin. |
|              | HIER WOHNTE EMANUEL HAHN JG. 1884 ‘SCHUTZHAFT’ 1938 DACHAU DEPORTIERT 1942 ERMORDET IN PIASKI                                                           | Obere Marktstraße 5 ·  | Emanuel Hahn, auch Manny, wurde am 26. Mai 1884 in Neumarkt geboren. Er war der Erstgeborene von Markus Hahn und Regina Elise Ansbacher, acht Geschwister folgten: Else und Siegfried (1888), die Zwillingsbrüder Ludwig und Julius (1892) und vier weitere Geschwister. Seine Eltern waren Besitzer eines Ladengeschäftes zuerst am Unteren später dann am Oberen Markt. Im Ersten Weltkrieg rückten die vier ältesten Brüder ein, zwei fielen vor Verdun, Siegfried und Ludwig. Emanuel Hahn erlitt einen Kopfschuss und bekam eine Silberplatte eingesetzt. Er heiratete Hilda, geborene Neuburger, die aus Wilhermsdorf stammte, ebenso wie seine eigene Mutter. Er baute ein Kolonialwarengeschäft am Unteren Markt 22 auf, trat jedoch später mit seinen Brüdern Julius und Rudolf in das Geschäft des Vaters am Oberen Markt ein. Er und seine Frau wohnten auch dort. Das Paar bekam drei Kinder: 1921 und 1922 die Töchter Edith Regina und Anneliese, 1925 den Sohn Max. So wie sein Vater wurde auch Emanuel Hahn ein angesehener Kaufmann. 1924 gründete er gemeinsam mit SPD-Mitgliedern die Ortsgruppe des Reichsbanners Schwarz-Rot-Gold, eine überparteiliche Schutztruppe für die Weimarer Republik und die Demokratie. Sie sollte den rasant zunehmenden Angriffen nationalsozialistischer paramilitärischer Verbände Widerstand leisten, aber auch kommunistische Gruppen eingrenzen. Es war zunehmend schwierig, den Kolonialwarenladen aufrechtzuerhalten und Kaffee, Tabak, Zuckerwaren oder Maschinenöl aus Leipzig anbieten zu können. Denn die Kundschaft schwand, die Einnahmen sanken, die Zahlungsmoral ebenso: Schulden wurden einfach nicht mehr bezahlt. Seine ältere Tochter konnte 1937 als einzige Jüdin das Lyzeum in der Bräugasse abschließen. Danach verließ sie Neumarkt. Im Juli 1937 wurden Emanuel Hahn und sein Nachbar Semi Haas verhaftet. Sie blieben wegen angeblicher Devisenvergehen einen Monat lang arretiert. Hausdurchsuchungen fanden statt, aber der Verdacht ließ sich nicht aufrechterhalten. Nach den Novemberpogromen im Jahr 1938 erlebte die Familie mannigfache Verfolgungsakte: Der 13-jährige Sohn Max wurde am 10. November der Schule verwiesen. Zwei Tage nach der Pogromnacht wurden alle arbeitsfähigen Männer von Neumarkt der Gestapo in Regensburg überstellt. Vier Tage später – am 15. November – wurden sie in das Konzentrationslager Dachau überstellt. Unter ihnen war auch Emanuel Hahn. Am 20. Dezember 1938 wurde er wieder freigelassen. Als er aus dem KZ zurückkehrte, stand er vor dem Nichts und musste sich ab August 1939 als Hilfsarbeiter auf Baustellen in Sulzkirchen, Erasbach oder Nürnberg-Doos verdingen, um seine Kinder, seine Frau war bereits verstorben, über die Runden zu bringen. Sein Laden war geschlossen worden, alle Waren waren verkauft. Nach Kriegsbeginn wurden Ausgangsverbote verhängt und Wohnungen mit jüdischen Mietern nach Belieben gekündigt. Emanuel Hahn wurde gezwungen, sein Haus zu verkaufen, durfte jedoch mit den Kindern vorerst dort wohnen bleiben. Der Verkaufserlös wurde auf einem Sperrkonto eingefroren. Hahn konnte monatlich nur 250 Mark abheben. Ab 1941 wurde das Haus als sogenanntes Judenhaus genutzt, in dem auf engstem Raum mehrere Familien untergebracht waren. Die Sparbücher von Emanuel Hahn und den Kindern wurden konfisziert, auch die Schreibmaschine und ein Fahrrad. Für den inhaftierten Bruder Julius Hahn musste er monatlich 130 RM Verpflegungskosten zahlen. Am 3. April 1942 wurde Emanuel Hahn mit seinen Kindern Anneliese und Max und zusammen mit anderen Menschen jüdischen Glaubens aus Neumarkt und Sulzbürg nach Regensburg deportiert und von dort in das ostpolnische Piaski. Exakt am selben Tag wurde seine ältere Tochter aus dem slowakischen Poprad nach Auschwitz deportiert. Emanuel Hahns Spuren und die seiner Tochter Anneliese enden in Piaski, beide wurden im Rahmen der Shoah vom NS-Regime ermordet. Sein Sohn Max wurde im Juni 1942 in Majdanek ermordet, seine Tochter Edith Regina in Auschwitz, Bruder Julius in Lublin. Das Haus der Familie wurde im Februar 1945 beim Bombardement auf die Stadt vollkommen zerstört. |
|              | HIER WOHNTE JULIUS HAHN JG. 1892 VERHAFTET 1937 SOG. RASSENSCHANDE DEPORTIERT 1942 ERMORDET IN LUBLIN                                                   | Obere Marktstraße 5 ·  | Julius Hahn wurde am 20. April 1892 in Neumarkt geboren. Seine Eltern waren Markus Hahn und Regina Elise Ansbacher. Er hatte einen Zwillingsbruder, Ludwig, und sieben weitere Geschwister. Die Eltern besaßen und führten ein Ladengeschäft, zuerst am Unteren Markt, später dann am Oberen Markt. Im Ersten Weltkrieg rückten die vier ältesten Brüder ein, zwei fielen vor Verdun: Siegfried und sein Zwillingsbruder Ludwig. Ein weiterer Bruder, Emanuel, erlitt einen Kopfschuss. Julius Hahn lebte und arbeitete in Amberg. Als im Juli 1937 die NS-Behörden gegen seinen Bruder Emanuel und dessen Nachbarn wegen Devisenvergehen ermittelten, führten sie auch Hausdurchsuchungen durch und fanden dabei einen Brief eines früheren Dienstmädchens an Julius Hahn. Er war Jude, sie nicht. Die Nürnberger Gesetze von 1935 stellten jede sexuelle Beziehung zwischen Juden und Nichtjuden unter schwere Strafen. Julius Hahn wurde wegen sogenannter „Rassenschande“ vor Gericht gestellt und zu fünf Jahren Zuchthaus und Ehrverlust verurteilt. Er verbüßte die Strafe zuerst im Zuchthaus Amberg, ab Juni 1941 im Zuchthaus Zweibrücken. 1942 wurde er nach Lublin deportiert. Julius Hahn wurde vom NS-Regime ermordet. Die Spuren seines Bruders Emanuel und dessen Tochter Anneliese enden in Piaski. Sein Neffe Max wurde in Majdanek ermordet, seine Nichte Edith in Auschwitz. |
|              | HIER WOHNTE MAX HAHN JG. 1925 DEPORTIERT 1942 MAJDANEK ERMORDET 25.6.1942                                                                               | Obere Marktstraße 5 ·  | Max Hahn wurde am 4. Januar 1925 in Neumarkt geboren. Seine Eltern waren der Kaufmann Emanuel Hahn und Hilda, geborene Neuburger. Er hatte zwei ältere Schwestern: Edith Regina und Anneliese. Edith Regina konnte 1937 das Lyzeum abschließen. Max Hahn wurde am 10. November 1938, er war damals 13 Jahre alt, der Schule verwiesen. Die Anweisung des NS-Kultusministeriums erfolgte erst drei Tage später. Der linientreue Schulleiter war dem zuvorgekommen. Am 3. April 1942 wurde Max Hahn gemeinsam mit seinem Vater und seiner jüngeren Schwester nach Piaski deportiert. Er ist der einzige seiner Familie, von dem es ein genaues Datum der Ermordung gibt. Max Hahn wurde am 25. Juni 1942 im Vernichtungslager Majdanek vom NS-Regime vergast. Die Spuren von Vater und jüngerer Schwester endeten in Piaski. Die ältere Schwester wurde in Auschwitz ermordet, sein Onkel Julius in Lublin. |
|              | HIER WOHNTE SELMA HUTZLER GEB. LANDECKER JG. 1901 ‘SCHUTZHAFT’ 1938 GEFÄNGNIS NEUMARKT VERHAFTET 1939 ‘DEVISENVERGEHEN’ DEPORTIERT 1942 PIASKI ERMORDET | Bahnhofstraße 14 ·     | Selma Hutzler geb. Landecker wurde am 29. Juni 1901 als Tochter des Viehhändlers Ludwig Landecker und von Karolina geb. Wild in Neumarkt geboren. Sie hatte zwei Brüder, Berthold und Justin. 1925 heiratete sie den Handelsmann Hugo Hutzler aus Weiden in der Oberpfalz und zog in dessen Geburtsstadt. 1933 gingen Selma und ihr Mann in die damalige Tschechoslowakei um eine Gastwirtschaft mit Speditionsgeschäft zu betreiben, kehrten aber bereits 1935 wieder zu den Schwiegereltern nach Weiden zurück. Kurzzeitig wurden sie als Emigranten inhaftiert. Selma Hutzler kehrte Ende der 1930er Jahre nach Neumarkt zurück, nachdem ihr Ehemann nach England geflüchtet war. In der Reichspogromnacht wurde die Familie Landecker, bis auf Selma Hutzler, festgenommen. Ihr Vater Ludwig wurde dabei so schwer misshandelt, dass er kurz darauf an einen Herzinfarkt starb. Am 13. November 1938 wurde auch Selma Hutzler verhaftet und im Amtsgerichtsgefängnis inhaftiert. Ein Diebstahl in einem Woolworth-Warenhaus war ihr untergeschoben worden, aus Krankheitsgründen wurde sie am nächsten Tag wieder entlassen. Die NS-Presse machte aus dieser Verhaftung eine Schlagzeile, die „Jüdin mit den Goldknöpfen“ soll eine Handtasche mit Halsketten und Goldmünzen nach der Verhaftung in einen Vorgarten geworfen haben. Am 21. Dezember 1938 wurde sie in einem Prozess wegen Vergehen gegen die Devisenbestimmungen zu sieben Monaten Gefängnishaft und 900 Mark Geldstrafe verurteilt. Das Wohnhaus der Familie wurde zwangsweise 1938 verkauft, Selma und ihre Familie sowie Sophie Landecker und deren Sohn zogen in das Gebäude der zerstörte Synagoge in der Hafnergasse 10, wo auch Familie Baruch unfreiwillig wohnte. Selma Hutzler versuchte als Putzmacherin für den Lebensunterhalt zu sorgen. Freundinnen versuchten Filzblumen zu verkaufen, die Selma Hutzler anfertigte. Selma Hutzler und ihre Familie wurde mit anderen jüdischen Bewohnern der Stadt am 3. April 1942 verhaftet und zum Gasthaus „Ostbahnhof“ verbracht. Von dort wurden sie mit dem Zug nach Regensburg transportiert und dann ins Ghetto Piaski deportiert. Für die Deportation mussten 50 RM bezahlt werden. Selma Hutzler hat die Shoah nicht überlebt. Ihre Mutter und ihr älterer Bruder wurden ebenfalls vom NS-Regime ermordet. Ihrem Ehemann, dem jüngeren Bruder und dessen Frau gelang rechtzeitig die Flucht vor den Nazis. |
|              | HIER WOHNTE BERTHOLD LANDECKER JG. 1899 ‘SCHUTZHAFT’ 1938 DACHAU DEPORTIERT 1942 PIASKI ERMORDET                                                        | Bahnhofstraße 14 ·     | Berthold Landecker wurde am 3. Oktober 1899 in Neumarkt in der Oberpfalz geboren. Seine Eltern waren der Viehhändler Ludwig Landecker und Karolina geb. Wild. Er hatte eine Schwester und einen Bruder, Selma und Justin. Er wurde Handelsmann und arbeitete im Betrieb des Vaters. Er und sein Bruder Justin waren Mitglieder der Zimmerstutzen-Schützengesellschaft „Tannenreis“. 1938 wurde die Familie gezwungen ihr Haus zu verkaufen. In der Reichspogromnacht wurden er, sein Bruder und seine Eltern verhaftet. Sein Vater wurde dabei so schwer misshandelt, dass er noch in der Nacht an einem Herzinfarkt starb. Seine Mutter wurde kurz danach frei gelassen, Berthold Landecker kam zwei Tage später frei, während sein Bruder Julius ins Gefängnis nach Regensburg gebracht wurde. Da es schließlich Juden kaum noch möglich war Geld zu verdienen. verrichtete er „Hilfsarbeiten“ als Schlosser. 1939 konnte Berthold Landecker ein Visum für die Einreise nach Bolivien erhalten, es gelang ihm jedoch nicht das Deutsche Reich zu verlassen. Ende 1941 mussten sie in das zerstörte Gebäude der Synagoge in der Hafnerstraße 10 ziehen. Er wurde gemeinsam mit seiner Familie und anderen jüdischen Bewohnern der Stadt am Karfreitag, den 3. April 1942, verhaftet und zum Gasthaus „Ostbahnhof“ verbracht. Von dort wurden sie mit dem Zug nach Regensburg transportiert und dann ins Ghetto Piaski deportiert. Für die Deportation mussten 50 RM bezahlt werden. Berthold Landecker hat die Shoah nicht überlebt. Auch seine Mutter und seine Schwester Selma wurde im Rahmen des Holocaust ermordet. Nur dem jüngeren Bruder Justin und dessen Frau sowie dem Schwager gelang rechtzeitig die Flucht vor den Nazis. |
|              | HIER WOHNTE KAROLINA LANDECKER GEB. WILD JG. 1877 ‘SCHUTZHAFT’ 1938 GEFÄNGNIS NEUMARKT DEPORTIERT 1942 AUSCHWITZ ERMORDET 12.10.1943                    | Bahnhofstraße 14 ·     | Karolina Landecker geb. Wild, genannt Lina, wurde am 29. September 1877 in Georgensgmünd geboren. Sie war mit dem Viehhändler Ludwig Landecker verheiratet. Das Paar hatte drei Kinder, die Söhne Berthold und Justin sowie die Tochter Selma (später verehelichte Hutzler). Das Ehepaar wurde in der Reichspogromnacht im Neumarkter Gefängnis inhaftiert. Ludwig Landecker starb dort, 64-jährig, an den Misshandlungen. Karoline Landecker wurde wieder freigelassen. 1941 musste sie in eine Sammelwohnung übersiedeln. 1942 wurde sie erneut von Vertretern des NS-Regimes verhaftet und in das Konzentrationslager Auschwitz deportiert. Karoline Landecker wurde am 12. Oktober 1943 ermordet. Ebenso ermordet wurden zwei ihrer Kinder. Dem jüngeren Sohn Justin und dessen Frau gelang rechtzeitig die Flucht vor den Nazi. |
|              | HIER WOHNTE LEONHARD LANDECKER JG. 1898 DEPORTIERT 1942 PIASKI ERMORDET                                                                                 | Bahnhofstraße 20 ·     | Leonhard Landecker wurde am 23. Februar 1898 in Neumarkt in der Oberpfalz geboren. Seine Eltern waren Benno Landecker und Sophie, geborene Landecker. Er hatte eine Schwester und einen Bruder, Martin und Mina. Ein weiterer Bruder, Paul, starb im Alter von zwei Monaten. Leonhard verbrachte in Neumarkt Kindheit und Jugend und besuchte von 1908 bis 1914 die Realschule. Der Vater starb 60-jährig am 18. April 1929 und Leonhard führte das Unternehmen der Familie weiter. Beide Söhne blieben unverheiratet und wohnten weiterhin bei der Mutter. 1936 wurde Martin Landecker in eine psychiatrische Anstalt in Regensburg eingewiesen. Er wurde im September 1940 ermordet. In der sogenannten Reichspogromnacht 1938 wurden auch Sophie Landecker und ihr Sohn Leonhard heimgesucht. Warum die beiden in dieser Nacht jedoch nicht – wie viele andere jüdische Bewohner von Neumarkt – verhaftet und ins Amtsgerichtsgefängnis eingeliefert wurden, ist nicht bekannt. Im Jahr 1940 mussten Sophie und Leonhard Landecker ihre Wohnung räumen und in die Synagoge übersiedeln. Dort lebten sie auf engstem Raum mit Berthold und Karolina Landecker sowie Julius Neustädter. Am 3. April 1942, es war Karfreitag, wurden Leonhard Landecker und seine Mutter gemeinsam mit weiteren Juden aus Neumarkt und Sulzbürg mit dem Zug nach Regensburg deportiert. Von dort aus wurden sie Tags darauf in einen von München kommenden Zug gepfercht. Als Ziel war Auffanglager Trawniki angegeben. Im Ghetto von Piaski verlieren sich die Spuren von Leonhard Landecker und seiner Mutter. Wer das Ghetto überlebte, wurde in den Vernichtungslagern Majdanek, Treblinka oder Sobibor ermordet. Leonhard Landecker und seine Mutter wurden vom NS-Regime ermordet. Sein Bruder Martin wurde 1940 Opfer der Aktion T4. |
|              | HIER WOHNTE LUDWIG LANDECKER JG. 1874 OPFER DES POGROMS MISSHANDELT ‘SCHUTZHAFT’ 1938 GEFÄNGNIS NEUMARKT TOT 10.11.1938                                 | Bahnhofstraße 14 ·     | Ludwig Landecker wurde am 4. März 1874 in Sulzbürg geboren. Seine Eltern waren der Viehhändler Isaak Landecker und dessen Ehefrau Sophie geb. Neustädter. Im Alter von 20 Jahren wurde er zur militärischen Grundausbildung eingezogen. Im September 1896 rüstete er im Range eines Gefreiten d.R. ab. Er wurde ebenfalls Viehhändler. 1898 heiratete er Karolina Landecker geb. Wild. Das Ehepaar hatte ein Anwesen in der Bahnhofsstraße 14 und bekam drei Kinder: Berthold (1899), Selma (1901) und Justin (1905). Im November 1906 erwarb Ludwig Landecker das Neumarkter Bürgerrecht – und mit ihm auch die ganze Familie. Im Ersten Weltkrieg diente er in der 4. Kompanie des Landsturm-Ersatz-Bataillons Nürnberg eingezogen und war Besatzungssoldat in Frankreich. Vom Mai 1918 bis April 1919 führte er die örtliche Milchverkaufsstelle, für die damals hungernde Bevölkerung eine wichtige Einrichtung. Als die Milchkübel in den 1920er Jahren nicht mehr benötigt wurden, veräußerte er sie und besorgte für den Erlös Kartoffeln, die armen Familien in Neumarkt bereits gestellt wurden. Er spendete für die Einrichtung eines Kinderheims. Um 1925 war Ludwig Landecker einer der Vorsteher der jüdischen Gemeinde. In der sogenannten Reichskristallnacht zerstörten NSDAPler jüdisches Eigentum in der ganzen Stadt, schändeten Synagoge und Friedhof, verhafteten widerrechtlich alle jüdischen Bürger der Stadt und sperrten sie im örtlichen Gefängnis ein. Ludwig Landecker starb am 10. November 1938 „nach Misshandlungen an einem Schlaganfall im Gefängnis“, so Yad Vashem. Seine Ehefrau wurde nach Auschwitz deportiert und ermordet. Auch zwei seiner Kinder konnten die Shoah nicht überleben. Dem jüngeren Sohn Justin und dessen Frau gelang rechtzeitig die Flucht vor den Nazis. |
|              | HIER WOHNTE MARTIN LANDECKER JG. 1903 EINGEWIESEN 1936 MEHRERE HEILANSTALTEN ‘VERLEGT’ 20.9.1940 HARTHEIM ERMORDET 20.9.1940 ‘AKTION T4’                | Bahnhofstraße 20 ·     | Martin Landecker wurde am 23. Februar 1903 in Neumarkt in der Oberpfalz geboren. Seine Eltern waren Benno Landecker und Sophie, geborene Landecker. Er hatte eine Schwester und einen Bruder, Leonhard und Mina. Ein weiterer Bruder, Paul, war bereits vor Martins Geburt verstorben. Martin erlernte den Beruf des Kaufmanns und war anfangs auch als solcher tätig. Es soll sich jedoch im Laufe der Zeit eine Behinderung ergeben haben. 1936 wurde er in einer Anstalt in Regensburg untergebracht, wie aus Schriftverkehr der Israelitischen Kultusgemeinde Neumarkt betreffend „Fürsorge für den geisteskranken Martin Landecker“ ablesbar ist. Wann genau und auf wessen Veranlassung er eingewiesen wurde, ist nicht bekannt. Am 15. August 1938 wurde er in die Heil- und Pflegeanstalt Reichenbach verlegt und blieb dort etwas mehr als zwei Jahre. Am 14. April 1940 ordnete das Reichsministerium des Innern die Erfassung aller jüdischen Anstaltsinsassen an. Ende August desselben Jahres verfügte das Ministerium, dass alle jüdischen „Geisteskranken“ in Bayern in die Oberbayerische Kreisirrenanstalt Eglfing überstellt werden müssen. Dies erfolgte im Fall Martin Landeckers am 13. September 1940. Eine Woche später, am 20. September 1940, wurde er in die Tötungsanstalt Hartheim bei Linz gebracht und noch am selben Tag in einer Gaskammer mit Kohlenmonoxyd ermordet. Die Nazis bezeichneten behinderte Menschen als lebensunwertes Leben. Martin Landecker wurde im Rahmen des Euthanasieprogramms Aktion T4 umgebracht. Am Tag seiner Ermordung meldete die Kreisirrenanstalt Eglfing, sie sei jetzt „judenfrei“. Danach begann die Vertuschung der Morde. Aus Nachkriegsfinanzakten ist ersichtlich, dass erst im Januar 1941 seine Schwester Mina Fleischer und die Kultusgemeinde von seinem Tod in Kenntnis gesetzt wurden. Als Todestag wurde der 25. Januar 1941 angegeben, als Todesort die „Irrenanstalt Chelm“ bei Lublin. Mit dem Absender dieser fiktiven Klinik wurden in großem Umfang gefälschte Sterbeurkunden für Opfer der Aktion T4 erstellt. Seine Mutter und sein Bruder wurden am Karfreitag des Jahres 1942 nach Piaski deportiert und ebenfalls vom NS-Regime ermordet, jedoch aus rassischen Gründen. Der Stein für Martin Landecker ist der erste in Neumarkt, der einem Opfer der Aktion T4 gewidmet ist. |
|              | HIER WOHNTE SOPHIE LANDECKER GEB. LANDECKER JG. 1876 DEPORTIERT 1942 PIASKI ERMORDET                                                                    | Bahnhofstraße 20 ·     | Sophie Landecker geb. Landecker wurde am 30. März 1876 in Sulzbürg geboren. Am 30. Juni 1897 heiratete sie in Neumarkt ihren Cousin Benno Landecker (1869–1929), der ebenfalls aus Sulzbürg stammte. Das Paar wohnte vorerst in der Bahnhofstraße 12 zur Miete, zog nach der Geburt von Leonhard (1898) und Paul (verstorben im Alter von 2 Monaten) in die Bahnhofstraße 20, wo Martin (1903) sowie Tochter Mina (1908) geboren wurden. Der Ehemann starb 60-jährig am 18. April 1929 und seine Witwe wurde danach vom Israelitischen Frauenverband, in dem sie Mitglied war, unterstützt. Die Söhne blieben unverheiratet und wohnten weiterhin bei der Mutter. Leonhard führte das Unternehmen der Familie weiter. 1936 wurde Sohn Martin in eine psychiatrische Anstalt in Regensburg eingewiesen. Er wurde später in andere Anstalten verlegt und im September 1940 in der Tötungsanstalt Hartheim ermordet. Er kam nie wieder in den Familienverband zurück. Im Jahr 1940 mussten Sophie und Leonhard Landecker auch die Wohnung in der Bahnhofstraße 20 räumen und in die Synagoge übersiedeln, die in der Pogromnacht 1938 geschändet worden war. Dort lebten sie auf engstem Raum gemeinsam mit Berthold und Karolina Landecker sowie Julius Neustädter. Am 3. April 1942, es war Karfreitag, wurden Mutter und Sohn gemeinsam mit weiteren Juden aus Neumarkt und Sulzbürg mit dem Zug nach Regensburg deportiert, „verschubt“ wie es damals hieß. Von dort aus wurden sie am nächsten Tag in einen von München kommenden Zug gepfercht. Zu 776 Menschen aus München, Bayrisch-Schwaben und Württemberg-Hohenzollern kamen mehr als 200 Personen aus Regensburg und anderen Orten der Oberpfalz. Ziel der Deportation war das Auffanglager Trawniki angegeben, in der ostpolnische Woiwodschaft Lublin. Vier Tage brauchte der Zug dorthin. Im Ghetto von Piaski verlieren sich ihre Spuren. Wer das Ghetto überlebte, wurde in den Vernichtungslagern Majdanek, Treblinka oder Sobibor ermordet. Sophie Landecker und ihr Sohn Leonhard wurden vom NS-Regime ermordet. |
|              | HIER WOHNTE LEOPOLD ‘LOUIS’ LÖW JG. 1862 OPFER DES POGROMS SCHWER MISSHANDELT TOT 13.2.1939                                                             | Stephanstraße 17 ·     | Leopold „Louis“ Löw wurde am 26. Februar 1862 in Sulzbürg geboren. Er hatte eine Zwillingsschwester, Mina. Seine Eltern waren Samuel Löw (1824–1888), Schnittwarenhändler und Vorsteher der Jüdischen Gemeinde Sulzbürg, und dessen Frau Rosina, geborene Niedermaier (1830–1889), die aus Thalmässing stammte. Leopold Löw wurde Kaufmann und heiratete am 24. Februar 1891 die aus Edelfingen stammende Rosa Adler (geboren am 10. April 1866). Ihre Eltern waren Julius und Babet Adler, die wahrscheinlich Viehhändler waren. Eine Freundschaft verband ihn mit Seligmann Haas, der seine Zwillingsschwester Mina heiratete. Beide Familien betrieben den Schnittwarenladen „Löw & Haas“, welcher bekannt war für die hohe Qualität seiner Stoffe. Leopold Löw und Rosa wurden Eltern von zwei Söhnen: Samuel (geboren 1892) und Alfred (geboren 1899). Er war – wie sein Freund Seligmann Haas – Mitglied im Sulzbürger Männergesangverein. 1924 wurde das Wohn- und Geschäftshaus an die orthodoxe Jugendorganisation ESRA verkauft. Leopold Löw und seine Frau zogen gemeinsam mit dem Ehepaar Haas nach Neumarkt in die Wiesenstraße 4 (heute Stephanstraße 17). Die Löws hatten eine Haushaltshilfe, die jedoch 1935 auf Grund der Nürnberger Gesetze entlassen werden musste. In der Reichspogromnacht wurden Leopold Löw, seine Frau und die Familie Haas verhaftet. Da das Ehepaar Löw in einem schlechten gesundheitlichen Zustand war, gelang es dem Bezirksarzt am nächsten Tag die Freilassung zu erwirken. Leopold Löw wurde in dieser Nacht so schwer misshandelt, dass er am 13. Februar 1939 an den Folgen starb. Er wurde auf dem Jüdischen Friedhof von Neumarkt beerdigt, sein Grab ist aber nicht mehr auffindbar. Seine Frau flüchtete nach Amsterdam, wurde gefasst und in das KZ Westerbork deportiert und nach Theresienstadt. Sie konnte überleben und starb 1947 in Amsterdam. Sein Sohn Samuel überlebte ebenfalls durch Flucht nach Amsterdam. Nach dem Tod seiner Mutter zog er nach New York. |
|              | HIER WOHNTE ROSA LÖW GEB. ADLER JG. 1866 DEPORTIERT 1943 THERESIENSTADT BEFREIT                                                                         | Stephanstraße 17 ·     | Rosa Löw, geborene Adler, wurde am 10. April 1866 in Edelfingen geboren. Ihre Eltern waren Julius und Babet Adler, die vermutlich Viehhändler waren. Am 24. Februar 1891 heiratete sie aus Sulzbürg stammenden Laufmann Leopold Löw. Das Paar hatte zwei Söhne: Samuel (geboren 1892) und Alfred (geboren 1899). Ihr Ehemann betrieb zusammen mit seinem Schwager das Schnittwarengeschäft „Löw & Haas“. Nach dem Verkauf des Wohn- und Geschäftshauses 1924 zogen Rosa Löw und ihr Mann zusammen mit der Familie Haas nach Neumarkt in die Wiesenstraße 4 (heute Stephanstraße 17). Die Löws hatten eine Haushaltshilfe, die jedoch 1935 auf Grund der Nürnberger Gesetze entlassen werden musste. In der Reichspogromnacht wurden Rosa Löw, ihr Ehemann und die Familie Haas verhaftet. Da das Ehepaar Löw in einem schlechten gesundheitlichen Zustand war, gelang es dem Bezirksarzt am nächsten Tag die Freilassung zu erwirken. Leopold Löw wurde in dieser Nacht so schwer misshandelt, dass er am 13. Februar 1939 an den Folgen starb. Am 5. Mai 1939 flüchtete Rosa Löw nach Amsterdam zu ihrem Sohn Samuel, dieser war bereits 1935 dorthin emigriert. Auch dort war sie nicht sicher. Sie wurde im KZ Westerbork interniert und nach Theresienstadt deportiert. Dort traf sie Seligmann Haas wieder. Rosa Löw überlebte Theresienstadt und kehrte zu ihrem Sohn Samuel nach Amsterdam zurück. Sie starb 1947 in Amsterdam. Ihr Sohn Samuel überlebte ebenfalls und zog nach ihrem Tod nach New York. |
|              | HIER WOHNTE JAKOB HIRSCH NEUSTÄDTER JG. 1883 ‘SCHUTZHAFT’ 1938 GEFÄNGNIS REGENSBURG DEPORTIERT 1941 RIGA ERMORDET                                       | Bahnhofstraße 9 ·      | Jakob Hirsch Neustädter wurde am 27. Oktober 1883 als ältestes von fünf Kindern in Sulzbürg geboren. Seine Eltern waren Isack Neustädter und Klara, geborene Walz. Er hatte drei jüngere Geschwister. 1909 zog er nach Neumarkt in der Oberpfalz in eine Wohnung in der Oberen Marktstraße 14 und arbeitete als Viehhändler. 1911 heiratete er Kathi, geborene Weinstein, Tochter eines Viehhändlers in Zirndorf. Das Paar hatte zwei Kinder: Curt (auch Kurt) Siegfried, geboren am 4. April 1913, und Adelheid Charlotte (Lotte), geboren am 15. September 1922. Die Familie zog 1921 in die Hindenburgstraße 9, die heutige Bahnhofsstraße. Von dort aus betrieb Jakob Neustädter weiterhin den „Handel mit Nutz-, Zucht- und Schlacht-Rindvieh“. Seine Tochter Lotte besuchte das Mädchenlyzeum. Sie war eine sehr gute Schwimmerin und trat 1929 dem neu gegründeten Schwimmverein SV Poseidon Neumarkt bei, aus dem sie 1933 auf Grund des Arierparagraphen wieder ausgeschlossen wurde. Im Jahr 1938 musste er den Viehhandel abmelden, weil es Juden nicht mehr gestattet war mit „Ariern“ Handel zu treiben. 1938 arbeitete sie für ein paar Wochen als Praktikantin in der israelischen Kinderheilstätten in Bad Kissingen. Im Rahmen der Novemberpogrome 1938 wurden Jakob Neustädter, seine Frau und seine Tochter, die inzwischen wieder bei ihrem Eltern lebte, arrestiert und ins Neumarkter Amtsgerichtsgefängnis gesperrt. Frau und Tochter wurden nach drei Tagen entlassen, Jakob Neustädter jedoch wurde mit elf anderen Neumarkter Männern der Gestapo nach Regensburg überstellt. Am 24. November 1938, nach 12½ Tagen Haft, wurde er entlassen. Im Februar 1939 wanderte Tochter Lotte im Alter von 17 Jahren nach Palästina aus. Jakob Neustädter und seine Frau zogen am 11. September 1939 nach Nürnberg, wo sie in der Knauerstraße Nr. 25 II bei Familie Schloßberger angemeldet waren. Am 29. November 1941 wurde das Ehepaar nach Riga-Jungfernhof deportiert. Jakob Hirsch Neustädter und seine Frau wurden Opfer der Shoa. Zumindest drei seiner Geschwister wurden ebenfalls ermordet: Siegfried (geboren 1885) wurde ins Ghetto Izbica deportiert und ermordet, seine Frau Martha, geborene Löwenberger, wurde 1940 Opfer der T4-Aktion. Seine Schwester Sofie Emma (geboren 1887), verheiratete Buckmann, wurde mit ihrem Mann ins Ghetto Piaski deportiert, Josef (geboren 1894) wurde nach Auschwitz deportiert. Jakob Neustädters Kinder konnten beide im Exil überleben. Seine Tochter Adelheid Charlotte heiratete den Ingenieur Fritz Theodor Archenhold und lebte in Haifa. Auch sein Sohn Curt Neustädter lebte 1969 in Haifa und war Vater zweier Kinder. |
|              | HIER WOHNTE JULIUS NEUSTÄDTER JG. 1879 ‘SCHUTZHAFT’ 1938 DACHAU DEPORTIERT 1942 PIASKI ERMORDET                                                         | Schützenstraße 15 ·    | Julius Neustädter wurde 15. August 1879 in Sulzbürg geboren. 1909 zog er nach Neumarkt. Er wohnte mit seinen Eltern und Geschwistern in der Marktstraße 14, wo sich heute das Café Wittl befindet. Er heiratete Minna, geborene Krauß, aus Zirndorf, die ebenfalls dort einzog. Das Paar hatte eine Tochter, Nanni. Bereits im Januar 1929 erlebte die Familie die ersten Anfeindungen antisemitischer Natur, als ihnen, wie auch anderen jüdischen Familien, die Fenster eingeschlagen wurden. Im Jahr 1935 wurde sein Anwesen unter Zwang verkauft und er wurde aus unbekannten Gründen am 9. November 1935 verhaftet. Es ist auch nicht bekannt, wie lange er eingesperrt war. Seine Ehefrau konnte mit der gemeinsamen Tochter 1936 nach Südafrika flüchten, Julius Neustädter jedoch blieb in Neumarkt. Im Jahr 1938 musste er auch den Viehhandel abmelden. In der sogenannten Reichspogromnacht wurde er Opfer fürchterlicher Ausschreitungen: „Der Jude hatte sich in seiner Wohnung unter dem Bett versteckt und wurde von einem Trupp SA-Leute dort hervorgeholt und mit einem Stock so heftig auf den Kopf geschlagen, dass das Blut wie eine Fontäne spritzte.“ – Zeugenbericht vor Gericht, 1950 Julius Neustädter und die anderen „arbeitsfähigen“ Neumarkter Juden wurden verhaftet. Am 11. November 1938 wurden sie der Gestapo Regensburg überstellt, danach kamen einige von ihnen ins KZ Dachau. Am 16. Dezember 1938 wurde Julius Neustädter von dort entlassen. Am 31. Dezember 1941 musste er in ein sogenanntes Judenhaus übersiedeln. Gemeinsam mit Familie Landecker wohnte er in der Hafnergasse 10, in den Räumlichkeiten der zerstörten Synagoge. Am 3. April 1942 wurden alle Neustädter Juden unter 65 zur Gastwirtschaft „Ostbahn“ in der damaligen Hindenburgstraße, der heutigen Bahnhofsstraße, zum Sammeln getrieben. Sie wurden alle über Regensburg ins Ghetto Piaski deportiert. Für die Deportation musste Julius Neustädter 50,- RM Reisegeld zahlen, sein Fahrrad wurde beschlagnahmt sowie 11,85 RM an Bargeld, die er noch bei sich trug. Julius Neustädter wurde vom NS-Regime ermordet. |
|              | HIER WOHNTE KATHI NEUSTÄDTER JG. 1888 ‘SCHUTZHAFT’ 1938 GEFÄNGNIS NEUMARKT DEPORTIERT 1941 RIGA ERMORDET                                                | Bahnhofstraße 9 ·      | Kathi Neustädter, geborene Weinstein, wurde am 6. August 1888 als Tochter des Viehhändlers Jakob Weinstein und dessen Frau Adelheid in Zirndorf geboren. 1911 heiratete sie den Viehhändler Jakob Neustädter und übersiedelte nach Neumarkt. Das Paar wohnte zuerst in der Oberen Marktstraße 14, ab 1921 in der Hindenburgstraße 9, die heutige Bahnhofsstraße. 1913 und 1922 kamen die beiden Kinder zur Welt, Kurt Siegfried und Adelheid Charlotte (Lotte). Im Jahr 1938 musste der Mann den Viehhandel abmelden, im Rahmen der Novemberpogrome 1938 wurden Kathi Neustädter, ihr Mann und ihre Tochter verhaftet und ins Neumarkter Amtsgerichtsgefängnis gesperrt. Obwohl der Gefängnisverwalter Alois Schmid sofort an das Neumarkter Bezirksamt meldete, der Bezirksarzt habe angeordnet, sie sei „sofort aus der Schutzhaft zu entlassen, da Gefahr für ihr Leben [bestünde] (Schlaganfall)“, wurde sie erst nach drei Tagen entlassen. Auch die Tochter kam frei, der Ehemann wurde nach Regensburg überstellt, kam aber ebenfalls noch im November 1938 frei. Im Februar 1939 wanderte Tochter Lotte im Alter von 17 Jahren nach Palästina aus. Das Ehepaar Neustädter zog am 11. September 1939 nach Nürnberg, wo sie in der Knauerstraße Nr. 25 II bei Familie Schloßberger unterkamen. Am 29. November 1941 wurde das Ehepaar von Nürnberg aus nach Riga-Jungfernhof deportiert. Kathi Neustädter und ihr Mann wurden Opfer der Shoa. Ihre Kinder konnten das NS-Regime im Exil überleben. Beide lebten in Haifa. |

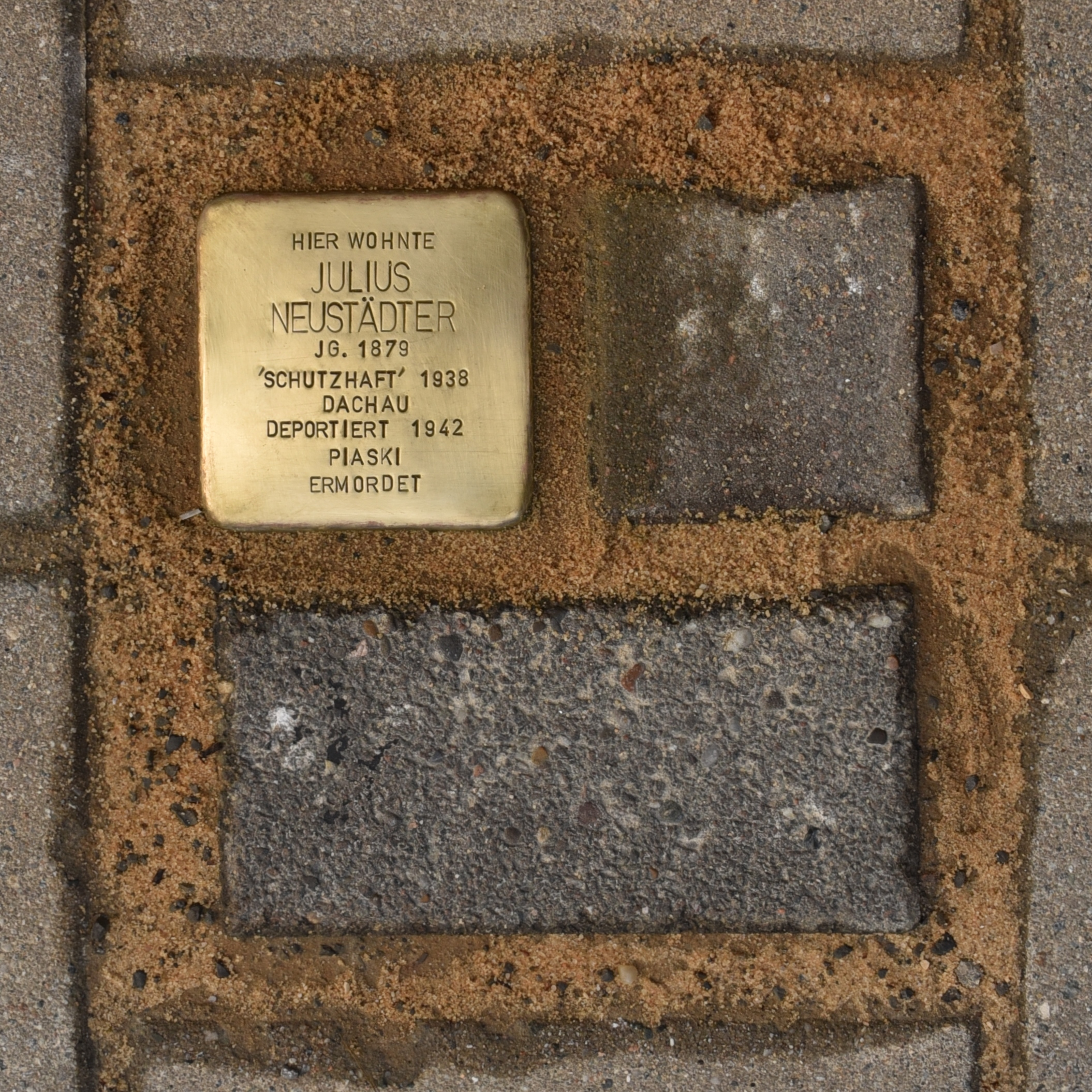
Stolperstein mit Platzhaltern

Zusätzlich wurden zwei Platzhalter vor dem Haus Bahnhofstraße 9 für Charlotte und Kurt Neustädter verlegt, die Kinder von Jakob Hirsch und Kathi Neustädter. Ihnen gelang die Flucht nach Palästina. Auch in der Schützenstraße 15 wurden zwei Platzhalter verlegt, für Minna und Nanni Neustädter, Frau und Tochter von Julius Neustädter, die ebenfalls beide durch Emigration überlebten. In den kommenden Jahren sollen die Platzhalter durch Stolpersteine ersetzt werden.

## Verlegedaten
Die Verlegungen in dieser Stadt werden von der „Initiative Stolpersteine in Neumarkt und Sulzbürg“ organisiert. Im Rahmen einer Projektarbeit recherchierten Schüler des Ostendorfer-Gymnasiums die Lebensgeschichten und übernahmen die Patenschaft der Stolpersteine für die Geschwister Selma Hutzler (geborene Landecker) und Berthold Landecker. Im Juli 2018 fand außerdem ein Vortrag des Künstlers im Evangelischen Zentrum statt.
Die Stolpersteine in Neumarkt wurden von Gunter Demnig an folgenden Tagen persönlich verlegt:
- 27. Mai 2016: Obere Marktstraße 5
- 16. Oktober 2017: Bahnhofstraße 13, Obere Marktstraße 39, Stephanstraße 17
- 16. Juli 2018: Bahnhofstraße 14 und 20
- 5. November 2019: Bahnhofstraße 9, Schützenstraße 15

Zur Verlegung der Stolpersteine in der Bahnhofstraße 20 kam ein Gast aus Washington D.C. nach Neumarkt, Fena MacDonald, die über mehrere Ecken mit den Landeckers verwandt ist. Sie sagte: „Es berührt mich sehr und ich freue mich, dass die Opfer nicht vergessen sind“, als sie eine Rose an den soeben verlegten Stolpersteinen niederlegte. Den Kontakt zu ihr hatte Heide Inhetveen hergestellt, eine Lehrerin aus Sulzbürg, die dort die Aktion Stolpersteine gründete und leitet. Die Bürgermeisterin von Neumarkt, Gertrud Heßlinger (SPD), zeigte sich in ihrer Ansprache erschüttert, dass anno 2018 wieder rechte Parolen „salonfähig“ geworden seien und Nazi-Vokabular verwendet werde, sogar im Bundestag. Den Schülern, die an der Zeremonie teilnahmen, rief sie zu: „Steht auf, widersprecht und ergreift Partei für die Menschenwürde.“